# バリマ＝ワイニ州
バリマ＝ワイニ州（バリマ＝ワイニしゅう、英語: Barima-Waini）あるいは第1州（Region 1）はガイアナの州のひとつ。ガイアナ北西部、大西洋沿岸に位置する。州都はマバルマ。州の名称はバリマ川とワイニ川に由来する。
全域がエセキボ地域に含まれており、ベネズエラが領有権を主張している。

## 隣接州
- ポメローン＝スペナーム州
- クユニ＝マザルニ州
- ボリバル州
- デルタアマクロ州

## 下位行政区画
- マバルマ (Mabaruma)
- マタカイ (Matakai)
- モルカ (Moruca)